# Al Habtoor Tennis Challenge
O Al Habtoor Tennis Challenge é um torneio para tenistas profissionais, disputado em quadras duras ao ar livre. O evento é classificado como um torneio do Circuito Feminino da ITF e é realizado anualmente em Dubai, nos Emirados Árabes Unidos desde 1998.

## Histórico
O torneio começou em 1998 classificado como um evento de US$ 25.000. Entre 1999 e 2015, o torneio foi evoluindo e passou de US$ 25.000 para um evento de US$ 75.000. Em 2016, foi atualizado para um evento de US$ 100.000+H (100k + hospitalidade).

## Finais

### Simples
| Ano  | Campeã                  | Vice-campeã           | Resultado          |
| ---- | ----------------------- | --------------------- | ------------------ |
| 2022 | Elsa Jacquemot          | Magdalena Fręch       | 7–5, 6–2           |
| 2021 | Daria Snigur            | Kristína Kučová       | 6–3, 6–0           |
| 2020 | Sorana Cîrstea          | Kateřina Siniaková    | 4–6, 6–3, 6–3      |
| 2019 | Ana Bogdan              | Daria Snigur          | 6–1, 6–2           |
| 2018 | Peng Shuai              | Viktória Kužmová      | 6–3, 6–0           |
| 2017 | Belinda Bencic          | Ajla Tomljanović      | 6–4, 0–0 ret.      |
| 2016 | Hsieh Su-wei            | Natalia Vikhlyantseva | 6–2, 6–2           |
| 2015 | Çağla Büyükakçay        | Klára Koukalová       | 6–7(4–7), 6–4, 6–4 |
| 2014 | Alexandra Dulgheru      | Kimiko Date-Krumm     | 6–3, 6–4           |
| 2013 | Jana Čepelová           | Maria Elena Camerin   | 6–1, 6–2           |
| 2012 | Kimiko Date-Krumm       | Yulia Putintseva      | 6–1, 3–6, 6–4      |
| 2011 | Noppawan Lertcheewakarn | Kristina Mladenovic   | 7–5, 6–4           |
| 2010 | Sania Mirza             | Bojana Jovanovski     | 4–6, 6–3, 6–0      |
| 2009 | Regina Kulikova         | Sandra Záhlavová      | 7–6(8–6), 6–3      |
| 2008 | Vitalia Diatchenko      | Urszula Radwańska     | 7–5, 2–6, 7–5      |
| 2007 | Maria Kirilenko         | Evgeniya Rodina       | 7–5, 6–2           |
| 2006 | Kateryna Bondarenko     | Ekaterina Dzehalevich | 6–1, 6–3           |
| 2005 | Marion Bartoli          | Kaia Kanepi           | 6–2, 6–0           |
| 2004 | não ocorreu             | não ocorreu           | não ocorreu        |
| 2003 | Jelena Janković         | Henrieta Nagyová      | 6–2, 7–5           |
| 2002 | Angelique Widjaja       | Shinobu Asagoe        | 7–5, 6–2           |
| 2001 | Eleni Daniilidou        | Anikó Kapros          | 6–4, 6–4           |
| 2000 | Adriana Gerši           | Tathiana Garbin       | 6–4, 6–3           |
| 1999 | Katarina Srebotnik      | Anne Kremer           | 6–1, 6–1           |
| 1998 | Kira Nagy               | Irina Selyutina       | 6–4, 6–1           |

### Duplas
| Ano  | Campeãs                                | Vice-campeãs                              | Resultado             |
| ---- | -------------------------------------- | ----------------------------------------- | --------------------- |
| 2022 | Tímea Babos Kristina Mladenovic        | Magdalena Fręch Kateryna Volodko          | 6–1, 6–3              |
| 2021 | Anna Danilina Viktória Kužmová         | Angelina Gabueva Anastasia Zakharova      | 4–6, 6–3, [10–2]      |
| 2020 | Ekaterine Gorgodze Ankita Raina        | Aliona Bolsova Kaja Juvan                 | 6–4, 3–6, [10–6]      |
| 2019 | Lucie Hradecká Andreja Klepač          | Georgina García Pérez Sara Sorribes Tormo | 7–5, 3–6, [10–8]      |
| 2018 | Alena Fomina Valentina Ivakhnenko      | Réka Luca Jani Cornelia Lister            | 7–5, 6–2              |
| 2017 | Mihaela Buzărnescu Alena Fomina        | Lesley Kerkhove Lidziya Marozava          | 6–4, 6–3              |
| 2016 | Mandy Minella Nina Stojanović          | Hsieh Su-wei Valeria Savinykh             | 6–3, 3–6, [10–4]      |
| 2015 | Çağla Büyükakçay Maria Sakkari         | Elise Mertens İpek Soylu                  | 7–6(8–6), 6–4         |
| 2014 | Vitalia Diatchenko Alexandra Panova    | Lyudmyla Kichenok Olga Savchuk            | 3–6, 6–2, [10–4]      |
| 2013 | Vitalia Diatchenko Olga Savchuk        | Lyudmyla Kichenok Nadiia Kichenok         | 7–5, 6–1              |
| 2012 | Maria Elena Camerin Vera Dushevina     | Eva Hrdinová Karolína Plíšková            | 7–5, 6–3              |
| 2011 | Nina Bratchikova Darija Jurak          | Akgul Amanmuradova Alexandra Dulgheru     | 6–4, 3–6, [10–6]      |
| 2010 | Julia Görges Petra Martić              | Sania Mirza Vladimíra Uhlířová            | 6–4, 7–6(9–7)         |
| 2009 | Julia Görges Oksana Kalashnikova       | Vladimíra Uhlířová Renata Voráčová        | 4–6, 6–2, [10–8]      |
| 2008 | Irena Pavlovic Maša Zec Peškirič       | Elena Chalova Valeria Savinykh            | 7–6(8–6), 3–6, [10–3] |
| 2007 | Marina Erakovic Monica Niculescu       | Yuliana Fedak Anna Lapushchenkova         | 7–6(7–1), 6–4         |
| 2006 | Mervana Jugić-Salkić Jelena Kostanić   | Kateryna Bondarenko Valeria Bondarenko    | 6–3, 6–0              |
| 2005 | Gabriela Navrátilová Hana Šromová      | Ekaterina Makarova Olga Panova            | 7–5, 6–4              |
| 2004 | não ocorreu                            | não ocorreu                               | não ocorreu           |
| 2003 | Zsófia Gubacsi Kira Nagy               | Flavia Pennetta Adriana Serra Zanetti     | 2–6, 6–2, 6–2         |
| 2002 | Kirstin Freye Seda Noorlander          | Bahia Mouhtassine Angelique Widjaja       | 6–2, 6–4              |
| 2001 | Laurence Courtois Seda Noorlander      | Caroline Dhenin Katalin Marosi-Aracama    | 6–3, 6–0              |
| 2000 | Tathiana Garbin Katalin Marosi-Aracama | Angelika Bachmann Tina Križan             | 7–6(7–5), 6–3         |
| 1999 | Åsa Carlsson Laurence Courtois         | Laura Golarsa Irina Selyutina             | 6–3, 6–7(5–7), 6–0    |
| 1998 | Wynne Prakusya Benjamas Sangaram       | Petra Gáspár Ludmila Varmužová            | 7–6(7–1), 1–6, 6–3    |